# Lista de eleições municipais em São Paulo
Esta é uma relação das eleições disputadas no município de São Paulo, capital do estado homônimo. Esta lista cita apenas as eleições disputadas entre 1947 e 1963 e após a restauração do pluripartidarismo no Brasil, a partir de 1979.

## 1953
| PDC/PSB                    |               |               | Jânio Quadros     |               |               | Porfírio da Paz | 284 922 | 65,8    |
| PSP/PTB/PSD/UDN/PRP/PRT/PR |               |               | Francisco Cardoso |               |               | Nobre Filho     | 115 055 | 26,6    |
| PST                        |               |               | Nunes Júnior      |               |               | Nélson Rustici  | 18 663  | 4,3     |
| PTN                        |               |               | Ortiz Monteiro    |               |               | Franco Júnior   | 3 756   |         |
| Total de votos válidos     |               |               |                   |               |               |                 |         |         |
| Votos brancos              | Votos brancos | Votos brancos | Votos brancos     | Votos brancos | Votos brancos | Votos brancos   | 5 551   | 5 551   |
| Votos nulos                | Votos nulos   | Votos nulos   | Votos nulos       | Votos nulos   | Votos nulos   | Votos nulos     | 6 300   | 6 300   |
| Votos totais               | Votos totais  | Votos totais  | Votos totais      | Votos totais  | Votos totais  | Votos totais    | 433 120 | 433 120 |

## 1957
| PSP/PRP                |                        |                        | Ademar de Barros       |                        |                        | Cantídio Sampaio       | 408 766 | 51,33   |
| PL/PSB/PTN/UDN/PDC/PR  |                        |                        | Prestes Maia           |                        |                        | Nunes Júnior           | 376 310 | 47,25   |
| PRT                    |                        |                        | Oscar Pedroso Horta    |                        |                        | William Salem          | 11 346  | 1,42    |
| Total de votos válidos | Total de votos válidos | Total de votos válidos | Total de votos válidos | Total de votos válidos | Total de votos válidos | Total de votos válidos | 796 422 | 91,28   |
| Votos brancos          | Votos brancos          | Votos brancos          | Votos brancos          | Votos brancos          | Votos brancos          | Votos brancos          | 31 503  | 31 503  |
| Votos nulos            | Votos nulos            | Votos nulos            | Votos nulos            | Votos nulos            | Votos nulos            | Votos nulos            | 13 937  | 13 937  |
| Votos totais           | Votos totais           | Votos totais           | Votos totais           | Votos totais           | Votos totais           | Votos totais           | 841 862 | 841 862 |

## 1961
| UDN/PDC/PTB            |                        |                        | Prestes Maia           |                        |                        | Freitas Nobre             | 462 635   | 49,37     |
| PTN/PR/PRT             |                        |                        | Emilio Carlos          |                        |                        | [ nota 4 ]                | 232 008   | 24,76     |
| PSP/PSD                |                        |                        | Cantídio Sampaio       |                        |                        | Pedro Antônio Fanganiello | 207 370   | 22,13     |
| Outros candidatos      | Outros candidatos      | Outros candidatos      | Outros candidatos      | Outros candidatos      | Outros candidatos      | Outros candidatos         | 35 006    | 3,74      |
| Total de votos válidos | Total de votos válidos | Total de votos válidos | Total de votos válidos | Total de votos válidos | Total de votos válidos | Total de votos válidos    | 937 019   |           |
| Votos brancos          |                        |                        |                        |                        |                        |                           |           |           |
| Votos nulos            |                        |                        |                        |                        |                        |                           |           |           |
| Votos totais           | Votos totais           | Votos totais           | Votos totais           | Votos totais           | Votos totais           | Votos totais              | 1 026 588 | 1 026 588 |

Outras 2 candidaturas foram registradas: Anselmo Farabulini Júnior, pelo PL (31 824 votos; 3,40%) e Ruy Almeida Novaes, pelo PSB (3 182 votos; 0,34%).

## 1965
| MTR/PR                 |                        |                        | Brigadeiro Faria Lima  |                        |                        | Leôncio Ferraz Júnior  | 463 634   | 43,43     |
| PL                     |                        |                        | Laudo Natel            |                        |                        | Mário Teles            | 188 737   | 17,68     |
| PSD/PSP                |                        |                        | Auro de Moura Andrade  |                        |                        | Figueiredo Ferraz      | 126 822   | 11,88     |
| PST                    |                        |                        | Pedro Geraldo Costa    |                        |                        |                        | 94 039    | 8,81      |
| Outros candidatos      | Outros candidatos      | Outros candidatos      | Outros candidatos      | Outros candidatos      | Outros candidatos      | Outros candidatos      | 194 408   | 18,21     |
| Total de votos válidos | Total de votos válidos | Total de votos válidos | Total de votos válidos | Total de votos válidos | Total de votos válidos | Total de votos válidos | 1 067 640 | 91,71     |
| Votos brancos          | Votos brancos          | Votos brancos          | Votos brancos          | Votos brancos          | Votos brancos          | Votos brancos          | 33 877    | 33 877    |
| Votos nulos            | Votos nulos            | Votos nulos            | Votos nulos            | Votos nulos            | Votos nulos            | Votos nulos            | 62 522    | 62 522    |
| Votos totais           | Votos totais           | Votos totais           | Votos totais           | Votos totais           | Votos totais           | Votos totais           | 1 164 039 | 1 164 039 |

Outras 4 candidaturas foram registradas: Paulo Egydio Martins, pela UDN (89 546 votos; 8,39%), Franco Montoro, pela coligação PDC/PSB (52 026 votos; 4,86%), Lino de Matos, pela coligação PTB/PTN (34 950 votos; 3,27%) e Januário Mantelli Neto, pelo Partido Rural Trabalhista (17 886 votos; 1,68%).

## 1985
| PTB/PFL/PDS            |                        |                        | Jânio Quadros             |                        |                        | Artur Alves Pinto            | 1 572 454 | 37,53 |
| PMDB/PCB/PCdoB         |                        |                        | Fernando Henrique Cardoso |                        |                        | Caio Sérgio Pompeu de Toledo | 1 431 300 | 34,16 |
| PT                     |                        |                        | Eduardo Suplicy           |                        |                        | Luiza Erundina               | 827 563   | 19,75 |
| PCN                    |                        |                        | Francisco Rossi           |                        |                        | Rogério Monteiro da Silva    | 68,310    | 1,63  |
| PH                     |                        |                        | Ana Rosa Tenente          |                        |                        | Afonso Horta                 | 45 075    | 1,08  |
| Outros candidatos      | Outros candidatos      | Outros candidatos      | Outros candidatos         | Outros candidatos      | Outros candidatos      | Outros candidatos            | 53 439    | 1,28  |
| Total de votos válidos | Total de votos válidos | Total de votos válidos | Total de votos válidos    | Total de votos válidos | Total de votos válidos | Total de votos válidos       | 3 998 141 | 95,43 |
| Votos brancos          |                        |                        |                           |                        |                        |                              |           |       |
| Votos nulos            |                        |                        |                           |                        |                        |                              |           |       |
| Votos totais           |                        |                        |                           |                        |                        |                              |           |       |

Outras 6 candidaturas foram registradas: Pedro Geraldo Costa/Dorival Zito, pelo PPB (27 889 votos; 0,67%); Antônio Carlos Fernandes/José Ribamar, pelo PMC (8 107 votos; 0,19%); Ruy Codo/Renato Baruffaldi, pelo PL (4 612 votos; 0,11%); José Maria Eymael/Celso Kassab, pelo PDC (4 578 votos; 0,11%); Armando Corrêa/Carlos Mitio Yamashita, pelo PMB (4 187 votos; 0,10%) e Rivailde Ovídio/Sérgio Bueno, pelo PSC (4 066 votos; 0,10%).

## 1988
| "Partidos do Povo" (PT/PCB/PCdoB)                       |                        |                        | Luiza Erundina         |                        |                        | Luiz Eduardo Greenhalgh | 1 534 592 | 29,84 |
| "Participação" (PDS/PNA/PRP/PPB/PJ)                     |                        |                        | Paulo Maluf            |                        |                        | Arnaldo Faria de Sá     | 1 257 495 | 24,45 |
| "Unidade Popular" (PMDB/PFL/PSB/PMC)                    |                        |                        | João Leiva             |                        |                        | Celso Toshito Matsuda   | 728 874   | 14,17 |
| "Tucano - Seriedade e Democracia" (PSDB/PTR/PSC/PCN/PV) |                        |                        | José Serra             |                        |                        | Guiomar Namo de Mello   | 287 345   | 5,59  |
| PL                                                      |                        |                        | João Mellão Neto       |                        |                        | Teruo Tanabe            | 277 281   | 5,39  |
| Outros candidatos                                       | Outros candidatos      | Outros candidatos      | Outros candidatos      | Outros candidatos      | Outros candidatos      | Outros candidatos       | 86 947    | 1,69  |
| Total de votos válidos                                  | Total de votos válidos | Total de votos válidos | Total de votos válidos | Total de votos válidos | Total de votos válidos | Total de votos válidos  | 5 142 802 | 95,43 |
| Votos brancos                                           |                        |                        |                        |                        |                        |                         |           |       |
| Votos nulos                                             |                        |                        |                        |                        |                        |                         |           |       |
| Votos totais                                            |                        |                        |                        |                        |                        |                         |           |       |

Outras 9 candidaturas foram registradas: Marco Antônio Mastrobuono/Campos Machado, pelo PTB (35 225 votos; 0,68%); José Maria Eymael/Joaquim Lourenço, pelo PDC (22 667 votos; 0,44%); Marco Antônio Barbosa Caldas/Dervile Guaranha Ariza, pela coligação PH/PVEP (5 320 votos; 0,11%); Luiz Pacces Filho/Walter Arenas, pelo PSD (5 170 votos; 0,11%); Luiz Paulino/Marilídia Mendonça, pelo PHN (4 953 votos; 0,10%); Armando Corrêa/José Vieira, pelo PMB) (4 251 votos; 0,08%); José Moreno Galico/Walter Taverna, pelo PNAB (3 723 votos; 0,07%); Airton Soares/Marco Antônio Lacava, pelo PDT (3 342 votos; 0,06%) e Walter Zigrossi (substituto de Marronzinho)/Pedro Vicente Buogermino, pelo PSP (2 296 votos; 0,04%). Aldo Colassurdo (PMC) e Ivo Noal (PRP) desistiram de suas candidaturas para apoiar João Leiva e Paulo Maluf; Antonio Martins (PAS) foi impedido de concorrer porque seu partido não fora registrado no TSE.

## 1992

### Primeiro turno
| "Boa Sorte São Paulo" (PDS/PTB/PL)                      |                        |                        | Paulo Maluf            |                        |                        | Sólon Borges dos Reis  | 2 036 776 | 48,85 |
| "Partidos do Povo" (PT/PCdoB/PSB/PCB)                   |                        |                        | Eduardo Suplicy        |                        |                        | Gumercindo Milhomem    | 1 279 231 | 30,69 |
| "São Paulo Melhor" (PMDB/PDT/PSD/PPS/PMN/PTdoB/PTR/PRP) |                        |                        | Aloysio Nunes          |                        |                        | Airton Soares          | 537 930   | 12,91 |
| "Tudo por São Paulo" (PSDB/PV)                          |                        |                        | Fabio Feldmann         |                        |                        | Walter Feldman         | 243 097   | 5,83  |
| PDC                                                     |                        |                        | José Maria Eymael      |                        |                        | Celso Kassab           | 27 627    | 0,67  |
| Outros candidatos                                       | Outros candidatos      | Outros candidatos      | Outros candidatos      | Outros candidatos      | Outros candidatos      | Outros candidatos      | 44 819    | 1,72  |
| Total de votos válidos                                  | Total de votos válidos | Total de votos válidos | Total de votos válidos | Total de votos válidos | Total de votos válidos | Total de votos válidos | 5 655 338 | 100   |
| Votos brancos                                           |                        |                        |                        |                        |                        |                        |           |       |
| Votos nulos                                             |                        |                        |                        |                        |                        |                        |           |       |
| Votos totais                                            |                        |                        |                        |                        |                        |                        |           |       |

Outras 4 candidaturas foram registradas: Valmor Bolan/Sérgio Bueno, pela coligação "Viva São Paulo" (PRN/PPN/PSC/PCN) (16 245 votos; 0,38%); Marcilio Duarte/José Fernando Rocha, pela coligação "Trabalhista Social" (PST/PTC) (12 680 votos; 0,30%); Antônio Carlos Belini/Celso Skrabe, pelo PCDN (4 953 votos; 0,10%) e José Vieira/José Santiago, pelo PMR (7 035 votos; 0,16%). As candidaturas de Arnaldo Faria de Sá e Silvio Santos (que teria Julio Casares como vice em sua chapa) foram rejeitadas pelo TRE.

### Segundo turno
| "Boa Sorte São Paulo" (PDS/PTB/PL)    |                        |                        | Paulo Maluf            |                        |                        | Sólon Borges dos Reis  | 2 805 201 | 58,08   |
| "Partidos do Povo" (PT/PCdoB/PSB/PCB) |                        |                        | Eduardo Suplicy        |                        |                        | Gumercindo Milhomem    | 2 024 957 | 41,92   |
| Total de votos válidos                | Total de votos válidos | Total de votos válidos | Total de votos válidos | Total de votos válidos | Total de votos válidos | Total de votos válidos | 4 830 158 |         |
| Votos brancos                         |                        |                        |                        |                        |                        |                        |           |         |
| Votos nulos                           |                        |                        |                        |                        |                        |                        |           |         |
| Votos totais                          | Votos totais           | Votos totais           | Votos totais           | Votos totais           | Votos totais           | Votos totais           | 232 954   | 232 954 |

## 1996

### Primeiro turno
| "Não Deixe São Paulo Parar" (PPB/PFL)      |                        |                        | Celso Pitta            |                        |                        | Régis de Oliveira      | 2 541 150 | 44,93 |
| "SIM por São Paulo" (PT/PSB/PCB/PCdoB/PMN) |                        |                        | Luiza Erundina         |                        |                        | Aloizio Mercadante     | 1 291 120 | 22,83 |
| "SP São Paulo" (PSDB/PPS/PSL/PV)           |                        |                        | José Serra             |                        |                        | Arnaldo Madeira        | 819 995   | 15,56 |
| "Rossi por São Paulo" (PDT/PL/PST)         |                        |                        | Francisco Rossi        |                        |                        | Marcos Cintra          | 400 536   | 7,08  |
| "Viver São Paulo" (PMDB/PSDC)              |                        |                        | José Pinotti[a]        |                        |                        | Alberto Goldman        | 101 356   | 1,79  |
| Outros candidatos                          | Outros candidatos      | Outros candidatos      | Outros candidatos      | Outros candidatos      | Outros candidatos      | Outros candidatos      | 113 768   | 2,01  |
| Total de votos válidos                     | Total de votos válidos | Total de votos válidos | Total de votos válidos | Total de votos válidos | Total de votos válidos | Total de votos válidos | 5 655 338 | 100   |
| Votos brancos                              |                        |                        |                        |                        |                        |                        |           |       |
| Votos nulos                                |                        |                        |                        |                        |                        |                        |           |       |
| Votos totais                               |                        |                        |                        |                        |                        |                        |           |       |

Outras 7 candidaturas foram registradas: Dra. Havanir/Milton Melfi, pelo PRONA (52 328 votos; 0,93%); Campos Machado/João Abujamra, pela coligação "SP Esperança" (PTB/PSD/PAN) (28 479 votos; 0,50%); Carlos Alves de Souza/Ricardo Abreu, pelo PRP (16 874 votos; 0,30%); Valério Arcary/Alexandre Fusco, pelo PSTU (9 290 votos; 0,16%); Levy Fidelix/Edson Orloski, pelo PRTB (3 608 votos; 0,06%); Dorival de Abreu/Mendes Teixeira, pela coligação "Bandeira Paulista" (PTN/PTdoB/PGT) (1 738 votos; 0,03%) e Pedro de Camillo Netto/Fortunato Montone, pelo PSC (1 451 votos; 0,03%)

### Segundo turno
| "Não Deixe São Paulo Parar" (PPB/PFL)      |                        |                        | Celso Pitta            |                        |                        | Régis de Oliveira      | 3 178 330 | 62,28   |
| "SIM por São Paulo" (PT/PSB/PCB/PCdoB/PMN) |                        |                        | Luiza Erundina         |                        |                        | Aloizio Mercadante     | 1 924 630 | 37,22   |
| Total de votos válidos                     | Total de votos válidos | Total de votos válidos | Total de votos válidos | Total de votos válidos | Total de votos válidos | Total de votos válidos | 5 102 960 |         |
| Votos brancos                              |                        |                        |                        |                        |                        |                        |           |         |
| Votos nulos                                |                        |                        |                        |                        |                        |                        |           |         |
| Votos totais                               | Votos totais           | Votos totais           | Votos totais           | Votos totais           | Votos totais           | Votos totais           | 232 954   | 232 954 |

a.↑  José Pinotti substituíra o ex-secretário de governo João Leiva, que tentava concorrer ao executivo paulistano pela segunda vez. Leiva faleceu em 2000, e Pinotti, em 2009.

## 2000

### Primeiro turno
| "Muda São Paulo" (PT/PCdoB/PHS/PCB)            |                        |                        | Marta Suplicy          |                        |                        | Hélio Bicudo           | 2 105 013 | 34,40     |
| PPB                                            |                        |                        | Paulo Maluf            |                        |                        | Cunha Bueno            | 960 581   | 17,40     |
| "Respeito por São Paulo" (PSDB/PTB/PSD/PRP/PV) |                        |                        | Geraldo Alckmin        |                        |                        | Campos Machado         | 952 890   | 17,26     |
| "Mãos Limpas" (PFL/PMDB)                       |                        |                        | Romeu Tuma             |                        |                        | Lamartine Posella      | 632 658   | 11,46     |
| "São Paulo Somos Nós" (PSB/PDT/PMN/PPS)        |                        |                        | Luiza Erundina         |                        |                        | Emerson Kapaz          | 546 766   | 9,90      |
| Outros candidatos                              | Outros candidatos      | Outros candidatos      | Outros candidatos      | Outros candidatos      | Outros candidatos      | Outros candidatos      | 323 274   | 5,84      |
| Total de votos válidos                         | Total de votos válidos | Total de votos válidos | Total de votos válidos | Total de votos válidos | Total de votos válidos | Total de votos válidos | 5 521 182 | 100       |
| Votos brancos                                  | Votos brancos          | Votos brancos          | Votos brancos          | Votos brancos          | Votos brancos          | Votos brancos          | 249 970   | 249 970   |
| Votos nulos                                    | Votos nulos            | Votos nulos            | Votos nulos            | Votos nulos            | Votos nulos            | Votos nulos            | 348 166   | 348 166   |
| Votos totais                                   | Votos totais           | Votos totais           | Votos totais           | Votos totais           | Votos totais           | Votos totais           | 6 119 318 | 6 119 318 |

Outras 12 candidaturas foram registradas: Enéas Carneiro/Paulo Flores Júnior, pelo PRONA (190 844 votos; 3,46%); Marcos Cintra/Vandeval Lima, pelo PL (77 827 votos; 1,41%); José Masci de Abreu/Maria José Cezar, pela coligação "São Paulo Exige Respeito/Voz do Povo" (PTN/PST/PRP (21 131 votos; 0,38%); José Maria Marin/Elaine Prado, pela coligação "Reaja São Paulo" (PSC/PTdoB) (1 451 votos; 0,03%); Francisco Canindé Pegado/José Lião, pelo PGT (6 676 votos; 0,12%); Fábio Bosco/Zé Geraldo, pelo PSTU (6 397 votos; 0,12%); Osmar Lins/Ivonete Pasternack, pelo PAN (5 110 votos; 0,09%); João Manuel Baptista/Edwal Casoni, pelo PSDC (2 881 votos; 0,05%); Ciro Moura/Singoala Candelo, pelo PRN (1 847 votos; 0,05%) e Rui Costa Pimenta/Cristine Silva, pelo PCO (870 votos; 0,02%). Fernando Collor, do PRTB, teve sua candidatura impugnada já na reta final da campanha.

### Segundo turno
| "Muda São Paulo" (PT/PCdoB/PHS/PCB) |                        |                        | Marta Suplicy          |                        |                        | Hélio Bicudo           | 3 248 115 | 58,51     |
| PPB                                 |                        |                        | Paulo Maluf            |                        |                        | Cunha Bueno            | 2 303 623 | 41,49     |
| Total de votos válidos              | Total de votos válidos | Total de votos válidos | Total de votos válidos | Total de votos válidos | Total de votos válidos | Total de votos válidos | 5 551 738 |           |
| Votos brancos                       | Votos brancos          | Votos brancos          | Votos brancos          | Votos brancos          | Votos brancos          | Votos brancos          | 206 722   | 206 722   |
| Votos nulos                         | Votos nulos            | Votos nulos            | Votos nulos            | Votos nulos            | Votos nulos            | Votos nulos            | 294 997   | 294 997   |
| Votos totais                        | Votos totais           | Votos totais           | Votos totais           | Votos totais           | Votos totais           | Votos totais           | 6 053 457 | 6 053 457 |

## 2004

### Primeiro turno
| "Ética e Trabalho" (PSDB/PFL/PPS)                    |                        |                        | José Serra             |                        |                        | Gilberto Kassab              | 2 686 369 | 43,56 |
| "União por São Paulo" (PT/PCdoB/PRTB/PTN/PSL/PTB/PL) |                        |                        | Marta Suplicy          |                        |                        | Rui Falcão                   | 2 209 264 | 35,82 |
| PP                                                   |                        |                        | Paulo Maluf            |                        |                        | Antônio Salim Curiati Júnior | 960 581   | 17,40 |
| "Compromisso com São Paulo" (PSB/PMDB/PMN)           |                        |                        | Luiza Erundina         |                        |                        | Michel Temer                 | 244 090   | 3,96  |
| PDT                                                  |                        |                        | Paulinho da Força      |                        |                        | Juarez Soares                | 86 549    | 1,40  |
| Outros candidatos                                    | Outros candidatos      | Outros candidatos      | Outros candidatos      | Outros candidatos      | Outros candidatos      | Outros candidatos            | 215 084   | 3,34  |
| Total de votos válidos                               | Total de votos válidos | Total de votos válidos | Total de votos válidos | Total de votos válidos | Total de votos válidos | Total de votos válidos       | 6 167 344 | 100   |
| Votos brancos                                        |                        |                        |                        |                        |                        |                              |           |       |
| Votos nulos                                          |                        |                        |                        |                        |                        |                              |           |       |
| Votos totais                                         |                        |                        |                        |                        |                        |                              |           |       |

Outras 9 candidaturas foram registradas: Francisco Rossi/Nelita Rocha, pelo PHS (77 957 votos; 1,26%); Havanir Nimtz/Erivaldo Almeida, pelo PRONA (47 579 votos; 0,77%); José Luiz Penna/Lourdes Pinheiro, pelo PV (43 868 votos; 0,71%); Osmar Lins/Toby Auad, pelo PAN (16 339 votos; 0,26%); Dirceu Travesso/Ana Rosa Minutti, pelo PSTU (8 394 votos; 0,14%); Ciro Moura/Ulisses Batista, pela coligação "Bandeira Paulista" (PTC/PSC/PTdoB/PRP) (6 111 votos; 0,10%); Professor Walter Canoas/Isabel Piragibe, pelo PCB (3 138 votos; 0,10%); João Manuel Baptista/Regina Signore, pelo PSDC (1 627 votos; 0,03%) e Anaí Caproni/Júlio Marcelino, pelo PCO (1 479 votos; 0,02%).

### Segundo turno
| "Ética e Trabalho" (PSDB/PFL/PPS)                    |                        |                        | José Serra             |                        |                        | Gilberto Kassab        | 3 330 179 | 54,86 |
| "União por São Paulo" (PT/PCdoB/PRTB/PTN/PSL/PTB/PL) |                        |                        | Marta Suplicy          |                        |                        | Rui Falcão             | 2 740 152 | 45,14 |
| Total de votos válidos                               | Total de votos válidos | Total de votos válidos | Total de votos válidos | Total de votos válidos | Total de votos válidos | Total de votos válidos | 6 070 331 |       |
| Votos brancos                                        |                        |                        |                        |                        |                        |                        |           |       |
| Votos nulos                                          |                        |                        |                        |                        |                        |                        |           |       |
| Votos totais                                         |                        |                        |                        |                        |                        |                        |           |       |

## 2008

### Primeiro turno
| "São Paulo no Rumo Certo" (DEM/PMDB/PR/PV/PSC/PRP)           |                        |                        | Gilberto Kassab        |                        |                        | Alda Marco Antônio     | 2 140 423 | 33,61 |
| "Uma Nova Atitude para São Paulo" (PT/PRB/PCdoB/PSB/PTN/PDT) |                        |                        | Marta Suplicy          |                        |                        | Aldo Rebelo            | 2 088 329 | 32,79 |
| "São Paulo na Melhor Direção" (PSDB/PTB/PSL/PSDC/PHS)        |                        |                        | Geraldo Alckmin        |                        |                        | Campos Machado         | 1 431 670 | 22,48 |
| PP                                                           |                        |                        | Paulo Maluf            |                        |                        | Aline Correa           | 376 734   | 5,91  |
| PPS                                                          |                        |                        | Soninha Francine       |                        |                        | João Batista Andrade   | 266 978   | 4,19  |
| Outros candidatos                                            | Outros candidatos      | Outros candidatos      | Outros candidatos      | Outros candidatos      | Outros candidatos      | Outros candidatos      | 65 149    | 1,03  |
| Total de votos válidos                                       | Total de votos válidos | Total de votos válidos | Total de votos válidos | Total de votos válidos | Total de votos válidos | Total de votos válidos | 6 369 283 | 100   |
| Votos brancos                                                |                        |                        |                        |                        |                        |                        |           |       |
| Votos nulos                                                  |                        |                        |                        |                        |                        |                        |           |       |
| Votos totais                                                 |                        |                        |                        |                        |                        |                        |           |       |

Outras 6 candidaturas foram registradas: Ivan Valente/Carlos Giannazi, pela coligação "Alternativas de Esquerda para São Paulo" (PSOL/PSTU) (42 616 votos; 0,67%); Renato Reichmann/Lucas Albano, pelo PMN (7 234 votos; 0,11%); Levy Fidelix/Marcelo Ayres Duarte, pelo PRTB (5 518 votos; 0,09%); Edmilson Costa/Fernanda Pereira, pelo PCB (4 300 votos; 0,07%); Ciro Moura/Antônio Rodriguez Júnior, pela coligação "Tostão contra o Milhão" (PTC/PTdoB) (3 825 votos; 0,06%) e Anaí Caproni/Roberto Gerbi, pelo PCO (1 656 votos; 0,03%).

### Segundo turno
| "São Paulo no Rumo Certo" (DEM/PMDB/PR/PV/PSC/PRP)           |                        |                        | Gilberto Kassab        |                        |                        | Alda Marco Antônio     | 3 790 558 | 60,72 |
| "Uma Nova Atitude para São Paulo" (PT/PRB/PCdoB/PSB/PTN/PDT) |                        |                        | Marta Suplicy          |                        |                        | Aldo Rebelo            | 2 452 527 | 39,28 |
| Total de votos válidos                                       | Total de votos válidos | Total de votos válidos | Total de votos válidos | Total de votos válidos | Total de votos válidos | Total de votos válidos | 6 243 085 |       |
| Votos brancos                                                |                        |                        |                        |                        |                        |                        |           |       |
| Votos nulos                                                  |                        |                        |                        |                        |                        |                        |           |       |
| Votos totais                                                 |                        |                        |                        |                        |                        |                        |           |       |

## 2012[2]
- Para Mudar e Renovar São Paulo - PT/PP/PSB/PCdoB: Fernando Haddad
- Avança São Paulo - PSDB/PR/DEM/PV/PSD/PDT/PTB/PPS/PMN: José Serra
- Por uma Nova São Paulo - PRB/PTB/PTN/PHS/PRP/PTdoB: Celso Russomanno
- São Paulo em primeiro lugar - PMDB/PSL/PSC/PTC: Gabriel Chalita
- Um Sinal Verde para São Paulo - PPS/PMN: Soninha Francine
- Partido Democratico Trabalhista - PDT: Paulinho da Força
- Frente de Esquerda - PSOL/PCB: Carlos Giannazi
- Partido Renovador Trabalhista Brasileiro - PRTB: Levy Fidelix
- Partido da Causa Operária - PCO: Anaí Caproni
- Partido Pátria Livre - PPL: Miguel Manso
- Partido Socialista dos Trabalhadores Unificados - PSTU: Ana Luiza Figueiredo
- Partido Social Democrata Cristão - PSDC: José Maria Eymael

## 2016
Ver Eleição municipal de São Paulo em 2016

## 2020
Ver Eleição municipal de São Paulo em 2020

## 2024
Ver Eleição municipal de São Paulo em 2024